# ألفرد موريل
ألفرد موريل (بالفرنسية: Alfred Morel-Fatio) (و. 1850 – 1924 م) هو لغوي، ومترجم، وبروفيسور، وكاتب سير، ومؤرخ، ومختص في الدراسات الهسبانية ‏، وباحث في الرومانسية، وأمين مكتبة فرنسي، ولد في ستراسبورغ، كان عضوًا في أكاديمية النقوش والرسائل الجميلة، والأكاديمية الملكية الإسبانية، توفي في فرساي، عن عمر يناهز 74 عاماً.

## التعليم
تعلم في المدرسة الوطنية للمواثيق
.

## جوائز
حصل على جوائز منها:
- وسام جوقة الشرف من رتبة فارس
- Prix Marcelin Guérin [الإنجليزية]‏